# Kirchenburg Galt

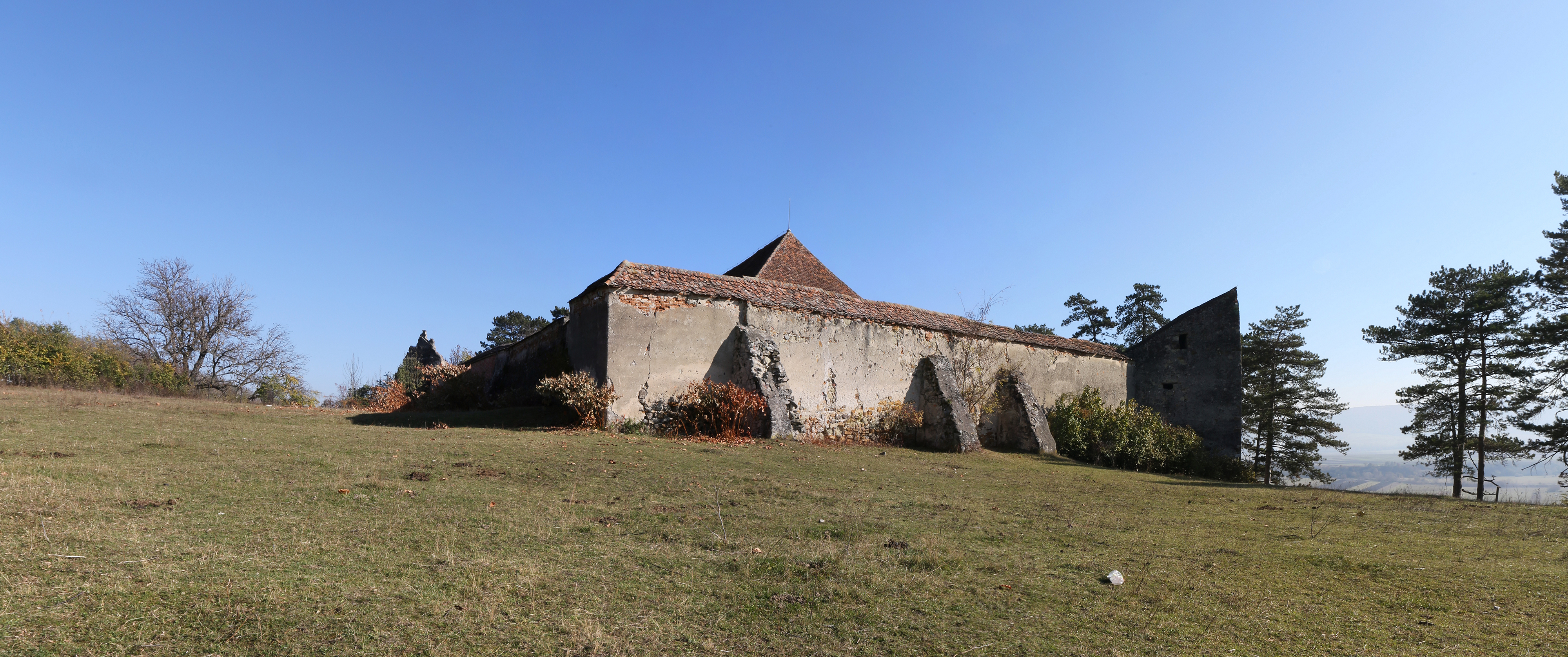
Kirchenburg Galt

Die Kirchenburg Galt (rumänisch Biserica fortificată din Ungra) befindet sich im Kreis Kronstadt in Siebenbürgen.

## Geschichte
Der Ursprung  des Orts wird in einer alten ungarischen Befestigung vermutet. Nach Verleihung des Burzenlandes an den Deutschen Orden wird der Ort öfters erwähnt. Im 13. Jahrhundert wurde auf dem Bergrücken oberhalb des Dorfes eine Basilika errichtet. Diese hatte einen Westturm, ein Chorquadrat, eine Halbrundapsis und Apsidiolen sowie Arkadenbögen aus Basalt. Das Baumaterial der Kirche stammt aus zwei römischen Castra, von denen sich eines nahe der Kirche befand, das andere am Ufer des Alt. Bei der Befestigung der Kirche wurden die Seitenschiffe abgetragen und ihre Arkaden bis auf den südlichen Seiteneingang geschlossen.
Nach einem Erdbeben 1843 trug man die oberen Stockwerke des Glockenturms ab.

## Bering
Im Osten sind Teile eines älteren, kreisförmigen Berings erhalten, im Norden, Westen und Süden sind die Mauern geradlinig. In der Nordostecke steht ein fünfeckiger Turm mit Zinnenkranz, der einem Turm der Repser Burg ähnelt. Der südöstliche Torturm mit Wehrgang ist vollständig erhalten. Davor steht der Glockenturm mit hölzernem Oberteil
Links davon wurde im 19. Jahrhundert die Dorfschule errichtet.

## Kirche
Die Südseite der Kirche ist nur durch hochrechteckige Fenster und eine schlichte Eingangshalle gegliedert. Auf der Nordseite sind die vermauerten Arkaden gut erkennbar. Auch das Westportal wurde wieder freigelegt. Das Kirchenschiff ist von Süden zugänglich. Das Mauerwerk des Langhauses und der quadratische Chor stammen noch aus dem 13. Jahrhundert. Das Erdgeschoss des Turms hat noch ein romanisches Portal mit Abtreppungen, in denen wohl Säulen standen.

## Kircheninneres
Der schlichte Saal mit Flachdecke ist durch eine dreiseitige Empore eingefasst. Auf der Westempore steht die 1846 gebaute Orgel mit kastenförmigem klassizistischem Prospekt. Zum Chor hin schließt der romanisch Triumphbogen ab, an dem die barocke Kanzel befestigt ist. In der Apsis steht der klassizistische Altar. Vom barocken Altar hat sich auf der Nordempore eine Kreuzigungsszene des Altaraufsatzes erhalten.

## Ausstellung
Links des Eingangs-/Speckturms der Kirchenburg befindet sich im ehemaligen Schul- und Kindergartenraum seit 2007 ein kleines Museum mit Überbleibseln der großteils ausgewanderten Siebenbürger Sachsen.